# حميمة صغيرة
حميمة صغيرة قرية سوريّة تتبع إداريّاً لمحافظة حلب منطقة دير حافر ناحية مركز دير حافر، بلغ تعداد سكانها 1,295 نسمة حسب التعداد السكاني لعام 2004.